# Noad Lahat
Noadya Lahat (en hebreo: נועד להט; Petaj Tikva, 8 de junio de 1984), conocido más como Noad Lahat o por su apodo de Neo, es un artista marcial mixto israelí que compite en la división de peso pluma. Profesional desde 2008, Lahat es el primer israelí en competir tanto para la Ultimate Fighting Championship como para Bellator MMA.

## Primeros años
Lahat comenzó a entrenar en judo a la edad de cuatro años, eventualmente entrenando con el equipo olímpico israelí en su adolescencia. Después de un período de tres años en las Fuerzas de Defensa de Israel (FDI), Lahat regresó para otro año de judo antes de encontrar el jiu-jitsu brasileño.

## Carrera de artes marciales mixtas
Lahat comenzó a competir profesionalmente en 2008, compitiendo primero como peso ligero y luego como peso pluma en varias promociones regionales. Pudo compilar un récord invicto en el camino de 7-0 con seis finales antes de firmar con UFC en enero de 2014.

### Ultimate Fighting Championship
Lahat hizo su debut promocional el 23 de marzo de 2014 contra Godofredo Pepey en UFC Fight Night 38. Perdió la pelea por nocaut con la rodilla voladora en el primer asalto.
Lahat se enfrentó a Steven Siler el 26 de julio de 2014 en UFC on Fox 12. Lahat ganó la pelea por decisión unánime.
Lahat enfrentó a Niklas Bäckström el 20 de junio de 2015 en UFC Fight Night 69. Ganó la pelea de ida y vuelta por decisión mayoritaria (28-28, 29-28, 29-28).
Después de su servicio militar, Lahat regresó a UFC el 6 de febrero de 2016 para enfrentarse a Diego Rivas en UFC Fight Night 82. Lahat controló la primera ronda; sin embargo, después de 23 segundos en la segunda ronda, perdió la pelea por nocaut con la rodilla voladora y quedó inconsciente durante varios minutos. Tras ello, fue liberado de la promoción.

### Bellator MMA
El 9 de junio de 2016, se informó que Lahat firmó un contrato con Bellator MMA.
Lahat hizo su debut promocional contra Scott Cleve en Bellator 164 el 10 de noviembre de 2016. Ganó la pelea por sumisión en el primer asalto.
Lahat se enfrentó a Lloyd Carter en Bellator 175 el 31 de marzo de 2017. Ganó la pelea por sumisión en el segundo asalto.
Lahat enfrentó a Henry Corrales en Bellator 182 el 25 de agosto de 2017. Perdió la pelea por decisión unánime.
Lahat se enfrentó a Jeremiah Labiano en Bellator 188 el 16 de noviembre de 2017. Ganó por decisión unánime.
Lahat se enfrentó al Campeón Mundial de Peso Gallo de Bellator, Darrion Caldwell, en una pelea sin título en Bellator 204 el 17 de agosto de 2018. Perdió la pelea por nocaut en el segundo asalto.
A pesar de derrotar a Brian Moore por decisión unánime en Bellator 210 el 30 de noviembre de 2018, Lahat fue liberado de la promoción.

## Récord en artes marciales mixtas
| Récord profesional | Récord profesional | Récord profesional |
| 18 peleas          | 13 victorias       | 5 derrotas         |
| ------------------ | ------------------ | ------------------ |
| Nocaut             | 2                  | 4                  |
| Sumisión           | 6                  | 0                  |
| Decisión           | 5                  | 1                  |

| Resultado | Récord | Oponente          | Método                      | Evento                                          | Fecha                   | Ronda | Tiempo | Localización | Notas |
| --------- | ------ | ----------------- | --------------------------- | ----------------------------------------------- | ----------------------- | ----- | ------ | ------------ | ----- |
| Derrota   | 13–5   | Sean Soriano      | TKO (golpes)                | UAE Warriors 18                                 | 20 de marzo de 2021     | 1     | 2:01   | Abu Dabi     |       |
| Victoria  | 13–4   | Brian Moore       | Decisión (unánime)          | Bellator 210                                    | 30 de noviembre de 2018 | 3     | 5:00   | Thackerville |       |
| Derrota   | 12–4   | Darrion Caldwell  | KO (golpes)                 | Bellator 204                                    | 17 de agosto de 2018    | 2     | 2:46   | Sioux Falls  |       |
| Victoria  | 12–3   | Jeremiah Labiano  | Decisión (unánime)          | Bellator 188                                    | 16 de noviembre de 2017 | 3     | 5:00   | Tel Aviv     |       |
| Derrota   | 11–3   | Henry Corrales    | Decisión (unánime)          | Bellator 182                                    | 25 de agosto de 2017    | 3     | 5:00   | Verona       |       |
| Victoria  | 11–2   | Lloyd Carter      | Sumisión (rear-naked choke) | Bellator 175                                    | 31 de marzo de 2017     | 2     | 3:50   | Rosemont     |       |
| Victoria  | 10–2   | Scott Cleve       | Sumisión (rear-naked choke) | Bellator 164                                    | 10 de noviembre de 2016 | 1     | 2:26   | Tel Aviv     |       |
| Derrota   | 9–2    | Diego Rivas       | KO (rodilla voladora)       | UFC Fight Night: Hendricks vs. Thompson         | 6 de febrero de 2016    | 2     | 0:23   | Las Vegas    |       |
| Victoria  | 9–1    | Niklas Bäckström  | Decisión (mayoría)          | UFC Fight Night: Jędrzejczyk vs. Penne          | 20 de junio de 2015     | 3     | 5:00   | Berlin       |       |
| Victoria  | 8–1    | Steven Siler      | Decisión (unánime)          | UFC on Fox: Lawler vs. Brown                    | 26 de julio de 2014     | 3     | 5:00   | San José     |       |
| Derrota   | 7–1    | Godofredo Pepey   | KO (rodilla voladora)       | UFC Fight Night: Shogun vs. Henderson 2         | 23 de marzo de 2014     | 1     | 2:39   | Natal        |       |
| Victoria  | 7–0    | Shad Smith        | Decisión (unánime)          | BAMMA USA - Badbeat 10                          | 9 de agosto de 2013     | 3     | 5:00   | Commerce     |       |
| Victoria  | 6–0    | Rodney Rhoden     | OMS (rodillas)              | Impact MMA - Recognition                        | 10 de diciembre de 2011 | 2     | 2:31   | Pleasanton   |       |
| Victoria  | 5–0    | Richard Schiller  | Sumisión (rear-naked choke) | King of the West - Rage Against the Ropes       | 6 de mayo de 2010       | 1     | 2:15   | Hollywood    |       |
| Victoria  | 4–0    | Pete Sabala       | Sumisión (triangle choke)   | Champion Promotions - Clash of the Gladiators 1 | 28 de noviembre de 2009 | 2     | 2:37   | Coachella    |       |
| Victoria  | 3–0    | Slava Antipenko   | Sumisión (triangle choke)   | Dog Fight 4                                     | 9 de marzo de 2009      | 1     | 2:54   | Tel Aviv     |       |
| Victoria  | 2–0    | Anthony Rodriguez | Sumisión (rear-naked choke) | All-Star Boxing - Caged in the Cannon           | 6 de febrero de 2009    | 1     | 1:51   | Montebello   |       |
| Victoria  | 1–0    | Nikita Ivanciov   | TKO (golpes)                | Desert Combat Challenge 7                       | 26 de julio de 2008     | 2     | 1:27   | Tel Aviv     |       |